# Pinus palustris
El pino de Virginia o pino de hoja larga (Pinus palustris), es una especie arbórea de la familia de las pináceas, género Pinus, originaria del sureste de los Estados Unidos, a lo largo de la llanura costera desde el Este de Texas hasta el sureste de Virginia extendiéndose hacia el norte y el centro de Florida. En esta zona también se le conoce como "pino amarillo" o "pino amarillo de hoja larga", aunque propiamente es sólo una de las especies denominadas pino amarillo. Alcanza una altura de 30 a 35 m (98 a 115 pies) y un diámetro de 0,7 m (28 pulgadas). En el pasado, antes de la tala extensiva, según los informes, crecían a 47 m (154 pies) con un diámetro de 1,2 m (47 pulgadas). El árbol es un símbolo cultural del sur de los Estados Unidos, siendo el árbol oficial del estado de Alabama. Contrariamente a la creencia popular, esta especie particular de pino no es oficialmente el árbol estatal de Carolina del Norte.

## Descripción
Alcanza una altura de 30 a 35 metros y un diámetro de 0,7 m. La corteza es gruesa, de color marrón rojizo y escamosa. Las hojas son de color verde oscuro y parecidas a agujas, y se presentan en paquetes de principalmente tres, a veces dos o cuatro, especialmente en las plántulas. A menudo están retorcidos y miden entre 20 y 45 centímetros (7+3⁄4–17+3⁄4 pulgadas) de largo. Una raza local de P. palustris en una cala cerca de Rockingham, Carolina del Norte, tiene agujas de hasta 24 pulgadas (61 centímetros) de largo. Es uno de los dos pinos del sureste de los Estados Unidos con acículas largas, siendo el otro el Pino elioti. 

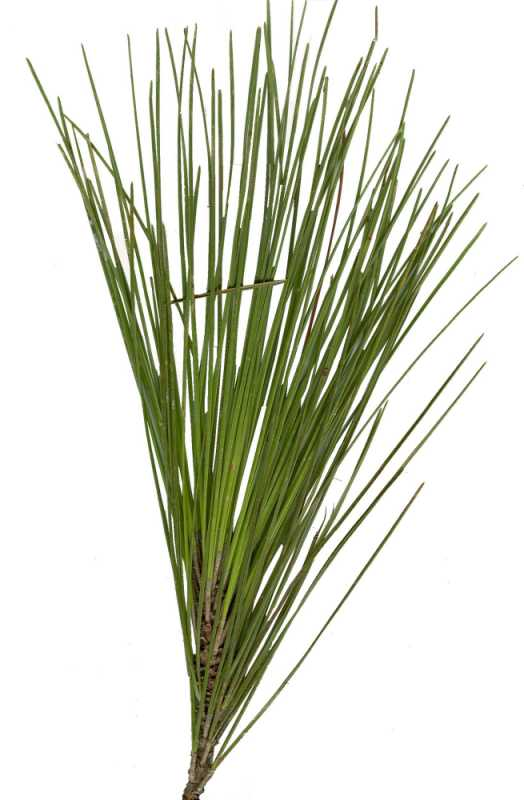
Pino de hoja larga, de un ejemplar de 30 m, cerca de Tallahassee, Florida.

Los estróbilos, tanto los conos de polen masculino (staminate strobili) como los conos de semillas femeninos (ovulate strobili), se inician durante la estación del crecimiento, antes de que emerjan los capullos. Los conos de polen empiezan a formar sus capullos en julio, mientras que los conitos de semillas se forman durante un período de tiempo relativamente corto, en agosto. La polinización aparece a principios de la primavera siguiente, con los conos masculinos (3-8 cm de largo). Los conos (de semillas) femeninos maduran en alrededor de 20 meses desde la polinización; cuando están maduros son pardo amarillentos, de 15 a 25 cm de largo, 5 a 7 cm de ancho abriéndose hasta 12 cm, y tienen una pequeña pero aguda espina que apunta hacia abajo en la mitad de cada escama. Las semillas tienen una longitud de 7-9 mm, con un ala de 25-40 mm.
El pino de hoja larga tarda entre 100 y 150 años en alcanzar su tamaño pleno y puede vivir hasta 500 años. Cuando son jóvenes, desarrollan una larga raíz primaria, que es normalmente de 2 a 3 metros de largo; en la madurez tienen un amplio sistema lateral de raíces con varias raíces más profundas que se hunden. Crece en suelos bien drenados, normalmente arenosos, a menudo en ejemplares aislados. En el norte de Alabama, a veces aparece en suelo arcilloso. El nombre científico significa "de los pantanos" lo que es una confusión por parte de Philip Miller quien describió la especie, por haber visto bosques de pino de hoja larga con una inundación invernal temporal. 
El pino de hoja larga es también conocido por ser una de las diversas especies agrupadas como Southern Yellow Pine (literalmente, "pino amarillo meridional") o Longleaf Yellow Pine (lit., "pino amarillo de hoja larga") y en el pasado como Pitch Pine (nombre que se abandonó porque por ese nombre vulgar se conocía también al Pinus rigida).

## Ecología

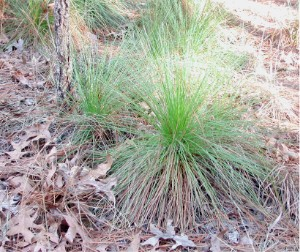
Pino de hoja larga, en fase herbácea, cerca de Georgetown, Carolina del Sur.

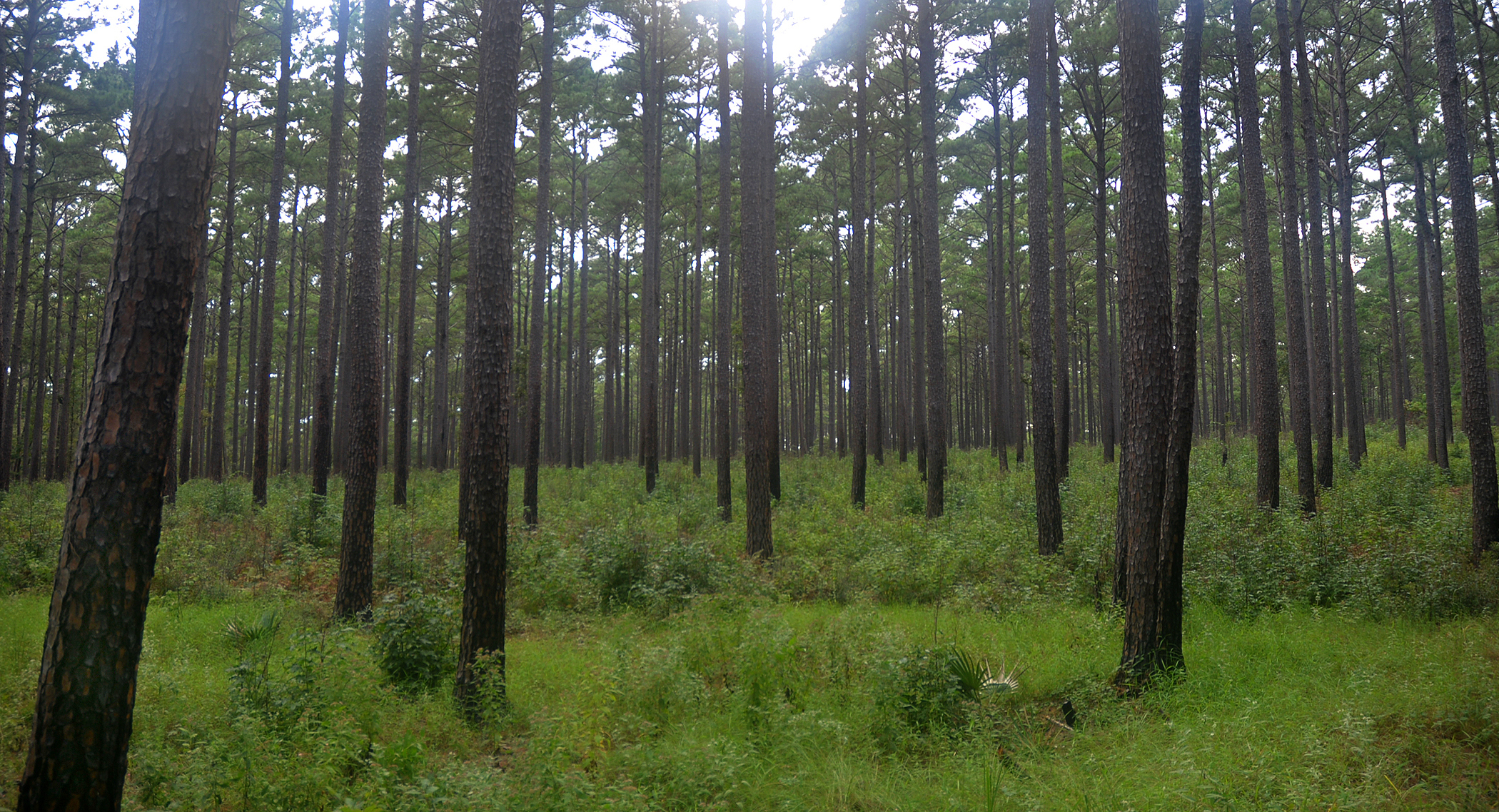
Pino de hoja larga (Pinus palustris), Bosque Nacional Sam Houston, condado de Walker, Texas, EE. UU. (septiembre de 2020)

El pino de hoja larga es muy resistente al fuego. El incendio espontáneo natural selecciona para esta especie matando a otros árboles, lo que lleva a bosques de pino de hoja larga o sabanas. Las nuevas plántulas no parecen en absoluto árboles y parecen una fuente verde de acículas. A esta forma se le llama la fase herbácea. Durante esta etapa que dura de 5 a 12 años, el crecimiento vertical es muy lento, y el árbol puede tardar unos años en, simplemente crecer hasta la altura del tobillo. Luego hace un salto en el crecimiento, especialmente si no hay ningún otro árbol encima de él. En la etapa herbácea, es muy resistente a los incendios, que queman las puntas de las acículas, pero el fuego no puede penetrar en la apretada base de las acículas para alcanzar el capullo. Mientras que es relativamente inmune al fuego, en esta etapa, la planta resulta bastante atractiva para los cerdos, y la costumbre de los primeros colonos de liberar las piaras a los bosques para que se alimentaran fue en gran medida responsable del declive de la especie.
Los bosques de pinos de hoja larga son ricos en biodiversidad. El Picoides borealis depende de estos bosques de pinos de hoja larga, y es hoy una especie en peligro como resultado de este declive. Las semillas de los pinos de hoja larga y nutritivas, formando una significativa fuente de comida para las aves (especialmente el Sitta pusilla) y otras especies salvajes. 
La Región de Red Hills de Florida y Georgia es el hogar de algunos de los mejores ejemplares de pinos de hoja larga. Estos bosques han ardido regularmente durante muchas décadas para animar el hábitat de codorniz cotuí norteña en plantaciones de caza privadas.

## Rango nativo, restauración y protección
De acuerdo a Jerry Simmons, "mientras despojaban los bosques de sus árboles, los madereros dejaban montones de escombros inflamables que con frecuencia alimentaban incendios catastróficos, destruyendo tanto los árboles como las plántulas restantes. La tierra expuesta que dejaron las operaciones de tala rasa era muy susceptible a la erosión, y los nutrientes fueron lavados de los suelos ya porosos. Esto destruyó aún más el proceso de siembra natural. En el apogeo de la tala de madera en la década de 1890 y la primera década del nuevo siglo, los bosques de pinos de hoja larga de Sandhills proporcionaban millones de pies tablares de madera cada año. Los cortadores de madera se trasladaron gradualmente por el sur; en la década de 1920, la mayoría de los bosques vírgenes de pinos de hoja larga "ilimitados" habían desaparecido".
Se están realizando esfuerzos para restaurar los ecosistemas de pino de hoja larga dentro de su área de distribución natural. Algunos grupos, como Longleaf Alliance, están promoviendo activamente la investigación, la educación y el manejo del pino de hoja larga.
El USDA ofrece costos compartidos y asistencia técnica a propietarios privados para la restauración de hoja larga a través de la Iniciativa de pino de hoja larga de NRCS (Servicio de Conservación de Recursos Naturales). Programas similares están disponibles a través de la mayoría de las agencias forestales estatales en el área de distribución nativa de longifolia. En agosto de 2009, la Comisión Forestal de Alabama recibió $1,757 millones en dinero de estímulo para restaurar los pinos de hoja larga en los bosques estatales.

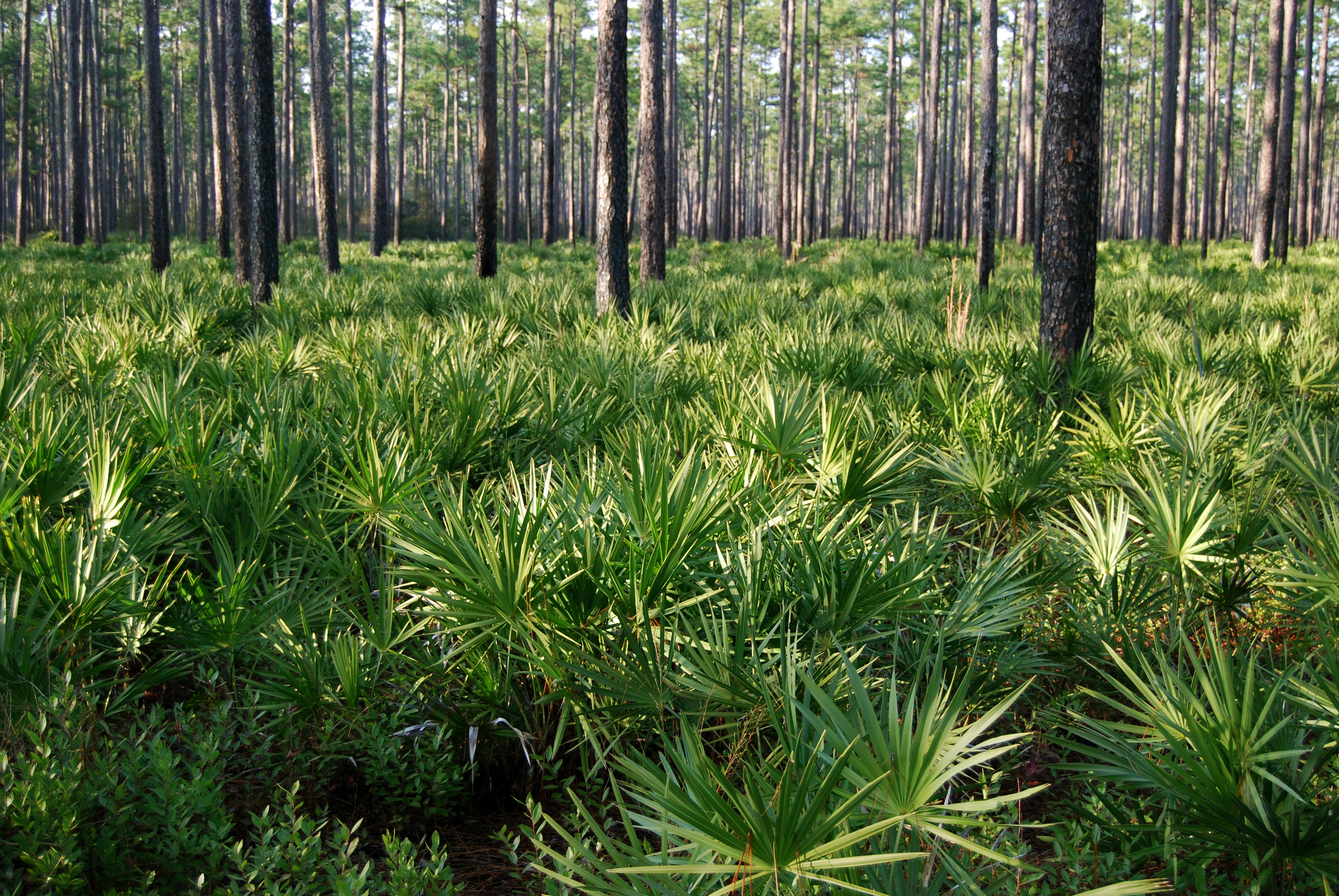
Bosque de Pinus palustris, Bosque Nacional Osceolat

Cuatro grandes áreas centrales dentro del área de distribución de la especie brindan la oportunidad de proteger la diversidad biológica de la planicie costera y restaurar áreas silvestres al este del río Misisipi. Cada uno de estos cuatro (Base de la Fuerza Aérea Eglin: más de 187 000 ha; Bosque Nacional Apalachicola: más de 228 000 ha; Okefenokee-Osceola: más de 289 000 ha; Bosque Nacional De Soto: más de 200 000 ha) tiene tierras cercanas que ofrecen el potencial para expandir el total territorio protegido para cada área hasta mucho más allá de 500.000 ha. Estas áreas brindarían la oportunidad no solo de restaurar masas forestales, sino también de restaurar poblaciones de plantas y animales nativos amenazados por la fragmentación del paisaje.
El Servicio Forestal de los Estados Unidos está llevando a cabo programas de quema prescrita en el Bosque Nacional Francis Marion de 258,864 acres, ubicado en las afueras de Charleston, Carolina del Sur. Esperan aumentar el tipo de bosque de pino de hoja larga a 44 700 acres (181 km²) para 2017 y 53 500 acres (217 km²) a largo plazo. Además de la restauración de hoja larga, la quema prescrita mejorará el hábitat preferido de los pájaros carpinteros de cabeza roja en peligro de extinción de rodales abiertos similares a parques, proporcionará un hábitat para la vida silvestre que depende del hábitat de arbustos y pastos, que es muy limitado, y reducirá el riesgo de incendios forestales dañinos.
Desde la década de 1960, la restauración de hoja larga ha estado en curso en casi 95,000 acres de tierras estatales y federales en la región de Sandhills de Carolina del Sur, entre el pie de monte y la llanura costera. La región se caracteriza por arenas profundas e infértiles depositadas por un mar prehistórico, con condiciones generalmente áridas. En la década de 1930, la mayor parte de la hoja larga nativa había sido talada y la tierra estaba muy erosionada. Entre 1935 y 1939, el gobierno federal compró grandes porciones de esta área a los terratenientes locales como medida de alivio bajo la Administración de Reasentamiento. Estos terratenientes fueron reasentados en tierras más fértiles en otros lugares. Hoy en día, el Bosque Estatal de Carolina del Sur Sand Hills comprende aproximadamente la mitad de la superficie cultivada, y la mitad es propiedad del Servicio de Pesca y Vida Silvestre de los Estados Unidos como el Refugio Nacional de Vida Silvestre Carolina Sandhills adyacente. Al principio, el objetivo era la restauración de la cubierta forestal. La extinción de incendios se practicó hasta la década de 1960, cuando se introdujo la quema prescrita tanto en el bosque estatal como en el NWR de Sandhills como parte de la restauración del ecosistema de hoja larga/espartillo.
Nokuse Plantation es una reserva natural privada de 53,000 acres ubicada a unas 100 millas al este de Pensacola, Florida. La reserva fue establecida por M.C. Davis, un filántropo rico que hizo su fortuna comprando y vendiendo tierras y derechos mineros, y que ha gastado $90 millones en la compra de tierras para la reserva, principalmente de empresas madereras. Uno de sus principales objetivos es la restauración del pinar latifoliado, para lo que ha hecho plantar en el terreno 8 millones de plantones de pino latifoliado.
Un estudio de 2009 realizado por la Federación Nacional de Vida Silvestre dice que los bosques de pinos de hoja larga se adaptarán particularmente bien a los cambios ambientales causados por la alteración del clima.

## Fitoquímica
Se han aislado de esta especie abietanos tales como el ácido palústrico. Se utiliza como diurético, rubefaciente, irritante.

## Cultura
El pino de hoja larga es el árbol oficial del estado de Alabama. Se cree comúnmente, pero incorrectamente, que es el árbol oficial del estado de Carolina del Norte, probablemente porque se hace referencia a él por su nombre en la primera línea del brindis oficial del estado de Carolina del Norte. Además, el honor más alto del estado se llama "Orden del pino de hoja larga". Sin embargo, el árbol del estado de Carolina del Norte se designa oficialmente como simplemente "pino", no como una especie particular de pino.

## Taxonomía
Pinus palustris fue descrita por Philip Miller y publicado en The Gardeners Dictionary:. .. eighth edition no. 14. 1768.
Sinonimia
- Pinus australis Michx.f.
- Pinus australis var. excelsa (Booth ex J.Forbes) Carrière
- Pinus australis var. filius Michx.
- Pinus longifolia Salisb.
- Pinus palmieri Manetti ex Gordon
- Pinus palustris var. excelsa Booth ex J.Forbes
- Pinus palustris subsp. neogigantea Silba
- Pinus taeda var. palustris (Mill.) Castigl.[27][28]